# Jops Reeman
Gerard Simon "Jops" Reeman (Amerongen, Utrechtse Heuvelrug, Utrecht, 9 d'agost de 1886 – Zeist, Utrecht, 16 de març de 1959) va ser un futbolista neerlandès que va competir a començaments del segle xx. Jugà com a davanter i en el seu palmarès destaca una medalla de bronze en la competició de futbol dels Jocs Olímpics de Londres de 1908.
A la selecció nacional jugà un total de 2 partits, en què marcà un gol.